# 埃谢尔
埃谢尔（法語：Eschert，法語發音：[eʃɛʁ]；德语旧名：Escherz）是瑞士联邦伯尔尼州伯尔尼汝拉区的市镇。该市镇面积为6.56平方千米，海拔高度596米，2018年12月31日人口数为376。